# René Sonderegger
René Sonderegger (geboren 16. Januar 1899 in Heiden; gestorben 12. April 1965 in Genf) war ein Schweizer Publizist und Politiker.

## Leben
René Sonderegger war ein Sohn des Lehrers und Regierungsrats Wilhelm Sonderegger (1862–1904) und der Susanna Rhyner. Sein Bruder war der Politiker Hans Konrad Sonderegger (1891–1944). Der Vater starb früh.
Über Sondereggers Schullaufbahn ist nichts bekannt. Er hielt sich 1920 in Peru auf und war um 1925 Manager in einem Industriebetrieb im italienischen Monza, als er wegen politischer Betätigung aus Mussolini-Italien ausgewiesen wurde. 1927 heiratete er die Deutsche Herta Bathelt (1900–1990). Sie betrieben in der Zürcher Altstadt einen kleinen Einzelhandel mit Baby-Waren.
Im sogenannten Frontenfrühling 1933 gehörte er zu den Mitgründern der Partei Neue Schweiz, die er jedoch bald wieder verliess. Im gleichen Jahr veröffentlichte er im Selbstverlag «Reso» die Schrift Die Schweiz im Umsturz? und propagierte darin die Theorien der Freiwirtschaft. In dieser Schrift lehnte er den grassierenden Antisemitismus ab und tat dies auch in der Schrift Die Wahrheit über die Judenfrage (1935), in der er sich mit dem Berner Prozess über die Protokolle der Weisen von Zion auseinandersetzte. 1935 kandidierte er auf der Liste des von ihm gegründeten und geführten National-Demokratischen Schweizerbunds im Kanton Zürich ohne Erfolg für den Nationalrat. 1935 veröffentlichte er die Erinnerungen seiner Mutter an die Freundschaft zwischen Wilhelm Sonderegger und Henry Dunant.
Unter dem Titel Die deutsche Bartholomäusnacht gab er 1935 in seinem Reso-Verlag die Darstellung des deutschen Nationalsozialisten und Hitler-Gegners Otto Strasser zum sogenannten Röhm-Putsch heraus, ein Jahr später schilderte er in Mord-Zentrale X, wie Otto Strasser im Juni 1934 im Saargebiet einer Entführung durch Gestapo-Agenten entkam. 1936 veröffentlichte er in der Entführungsaffäre um den in die Schweiz geflohenen deutschen Journalisten Berthold Jacob eine Dokumentation, die sich gegen die Gestapo-Aktivitäten in der Schweiz richtete. Zwischen 1936 und 1939 erschien unregelmässig die von ihm redigierte Zeitschrift Der Sperber. Politische Monatsschrift für Demokratie. Am 10. November 1936 verbot der Bundesrat aus aussenpolitischem Opportunismus das Erscheinen des von Sonderegger verlegten Buchs Der neue deutsche Krieg von Helmuth Klotz, in dem dieser vor den Kriegsplänen der Nationalsozialisten warnte, und schädigte damit Sondereggers Verlagsunternehmen. Bis zu diesem Punkt bewegte sich Sonderegger noch auf der Seite des Widerstands gegen den Nationalsozialismus. Im Folgejahr «enthüllte» Sonderegger auf der Grundlage einer 1933 in den Niederlanden erschienenen Schrift die vermeintlichen jüdischen Finanziers des Aufstiegs Hitlers unter dem Titel Finanzielle Weltgeschichte. Das Dritte Reich im Dienste der Hochfinanz. Sondereggers Reso-Verlag geriet in eine finanzielle Schieflage, und Sonderegger musste den Verlag verkaufen.
Nach den deutschen Blitzsiegen im Jahr 1940 schwenkte Sonderegger politisch um, veröffentlichte Huldigungsschriften für Adolf Hitler und trat nun als glühender Antisemit und Nationalsozialist auf. Er plädierte nun für eine Unterordnung der Schweiz in das von den Deutschen beherrschte Europa. Am 10. Juli 1941 wurde Sonderegger wegen des Verdachts auf nachrichtendienstliche Tätigkeit für das Deutsche Reich festgenommen und blieb nach seiner Freilassung unter Beobachtung.
Nach Kriegsende veröffentlichte Sonderegger unter dem Pseudonym Severin Reinhard erneut seine Theorie von einer jüdischen bzw. zionistischen Finanzierung Hitlers. Die jüdische Gemeinde in Zürich verzichtete jedoch auf eine Verleumdungsanzeige. Sein Buch Spanischer Sommer. Die abendländische Wandlung zwischen Osten und Westen erschien in zweiter Auflage in einem Verlag in Buenos Aires.
Sonderegger emigrierte 1952 nach Franco-Spanien und betätigte sich in der Region von Girona als Hotelier.

## Schriften (Auswahl)
- Die Schweiz im Umsturz? Reso-Verlag, Zürich 1933.
- Der Jesuit geht um! Reso-Verlag, Küsnacht-Zürich 1935.
- Die Wahrheit über die Judenfrage. Reso-Verlag, Küsnacht-Zürich 1935.
- Jean Henry Dunant - Revolutionär! Unveröffentlichte Briefe des Gründers des Internationalen Roten Kreuzes. Reso-Verlag, Zürich 1935.
- Feinde des Volkes. Reso-Verlag, Küsnacht 1935.
- Richtlinien des National-Demokratischen Schweizerbundes, zur Sicherung der eidgenössischen Volksgemeinschaft und Anpassung der schweizerischen Wirtschaft an die wahre Demokratie aufgebaut auf der Bundesverfassung der Schweizerischen Eidgenossenschaft. Reso-Verlag, Küsnacht 1935.
- Mordzentrale X. Enthüllungen und Dokumente über die Auslandstätigkeit des deutschen Gestapo. Reso, Zürich 1936.
- mit Fritz Uhlmann, Arthur Fonjallaz: Freimaurerei ja oder nein? Reso-Verlag, Zürich 1936.
- Gestapo-Organisation in der Schweiz? Reso-Verlag, Zürich 1936.
- Motta, Diplomat der Kurie. Als Anhang: Die Ziele der katholischen Aktion. Reso-Verlag, Zürich 1936.
- Finanzielle Weltgeschichte. Das III. Reich im Dienste der Internationalen Hochfinanz. Gemeinnutz vor Eigennutz? Reso-Verlag, Zürich 1936.
- Napoleon I., Adolf Hitler und die Schweiz. Brunner, 1940.
- Die Schweiz im Paneuropa Adolf Hitlers. Brunner, 1940.
- Adolf Hitler und die Emigration in der Schweiz. Mit einer kritischen Betrachtung über Asylrecht, Neutralität und Einbürgerung. R. Sonderegger, Zürich 1940. [Von der Zensur eingezogen].
- Schweizerische Erneuerung. Alpenverlag, Zürich 1941, Manuskriptdruck. [Von der Zensur eingezogen.]
- Geld oder Ideal. Richtlinien für die Einführung der Schweiz in die Europäische Föderation. 16 Seiten. 1941.
- Severin Reinhard (Pseudonym): Spanischer Sommer. Die abendländische Wandlung zwischen Osten und Westen. Aehren Verlag, Affoltern am Albis 1948.
- Severin Reinhard: Das Wort des Geschmähten. Stellungnahme zum Fall «Reformierte Schweiz», Januar/Februar 1951. Zürich 1951.